# John D. Mayer
John D. Mayer és un psicòleg americà nascut l'any 1953 que actualment és professor de Psicologia a la Universitat britànica de New Hampshire (Durham). Es va llicenciar a la Universitat de Michigan i té un doctorat a la Universitat Case Western Reserve.
Està especialitzat en la psicologia de la personalitat. Dins d'aquest àmbit és conegut principalment pel seu model de la Intel·ligència emocional, que va desenvolupar conjuntament amb el Dr. Peter Salovey. Van ser els primers a definir aquest terme l'any 1990 i són dos dels autors del test d'intel·ligència emocional Mayer-Salovey-Caruso (MSCEIT).
Ha publicat més de 120 articles, llibres i exàmens psicològics relacionats amb la psicologia de la personalitat, incloent-hi la intel·ligència emocional, els models d'integració de la personalitat, i altres referits als efectes generals de la personalitat en la vida d'un individu.
Recentment, a partir de la publicació del seu article “Intel·ligència personal”, ha estat estudiant aquest possible nou tipus d'intel·ligència.
Les seves obres més destacades són Personal Intelligence: The Power of Personality and How It Shapes Our Lives i Personality: A Systems Approach.

## Educació
Amb 18 anys, John D.Mayer va començar a cursar Escriptura creativa i Literatura, simultàniament amb el grau d'Art dramàtic. Va obtenir aquesta doble llicenciatura a la Universitat de Michigan (Ann Arbor) entre els anys 1971 i 1975.
Del 1977 al 1979 va estudiar un màster en Psicologia a La universitat Case Western Reserve. Posteriorment, en aquesta mateixa Universitat, va obtenir un Doctorat en Psicologia (1979-1982). Per completar el seu recorregut acadèmic, va realitzar un Post-doctorat de Psicologia a la prestigiosa Universitat Stanford (Califòrnia).

## Teories i investigacions
John D. Mayer aborda diferents camps d'estudi en les seves investigacions. Realitza estudis sobre les emocions, l'humor i l'afecte, així com sobre la personalitat i les diferències individuals. També realitza recerca en el tema de la identitat i el “jo”.
Per altra banda, algunes de les seves investigacions se centren en els mètodes de recerca i de valoració. Tots aquests interessos de recerca es veuen reflectits en les principals aportacions teòriques a la psicologia.

### Personalitat

#### Personalitat vista com un sistema
Aquest psicòleg americà considera que la personalitat és un sistema i, per tant, la Psicologia de la personalitat requereix un marc global en el qual s'integri aquest sistema unitari.
En l'article publicat a la revista American Psychologist l'any 2005, Mayer proposa un nou marc com a alternativa a les teories dominants fins al moment: la psicodinàmica, la dels trets i la humanística, ja que totes aquestes diferents perspectives promovien una visió fragmentada de la persona.
El marc dels sistemes de la personalitat de Mayer inclou 4 aspectes:
1. Identificació del que és la personalitat, que implica definir el sistema de la personalitat i la discriminació respecte altres sistemes veïns, així com la relació entre aquests.
2. Descripció de les seves parts
3. Entendre l'organització de la personalitat
4. Desenvolupament, que suposa estudiar l'organització de la personalitat i les seves parts al llarg del temps.

Pot aplicar-se a qüestions com ara l'avaluació de la personalitat, la psicologia clínica i l'educació. El nou marc pot organitzar millor el camp de la personalitat i ajudar a entendre com es relacionen entre si els principals sistemes psicològics.
Segons aquesta visió els llibres de text s'haurien de referir a la personalitat com el sistema en si mateix, no a través d'una teoria concreta, ja que les teories tendeixen a l'especialització i tenen com a conseqüència la fragmentació del constructe. El 2014 Mayer va publicar un llibre d'aquesta temàtica: Personality: A Systems Approach.

#### Models estructurals de la personalitat

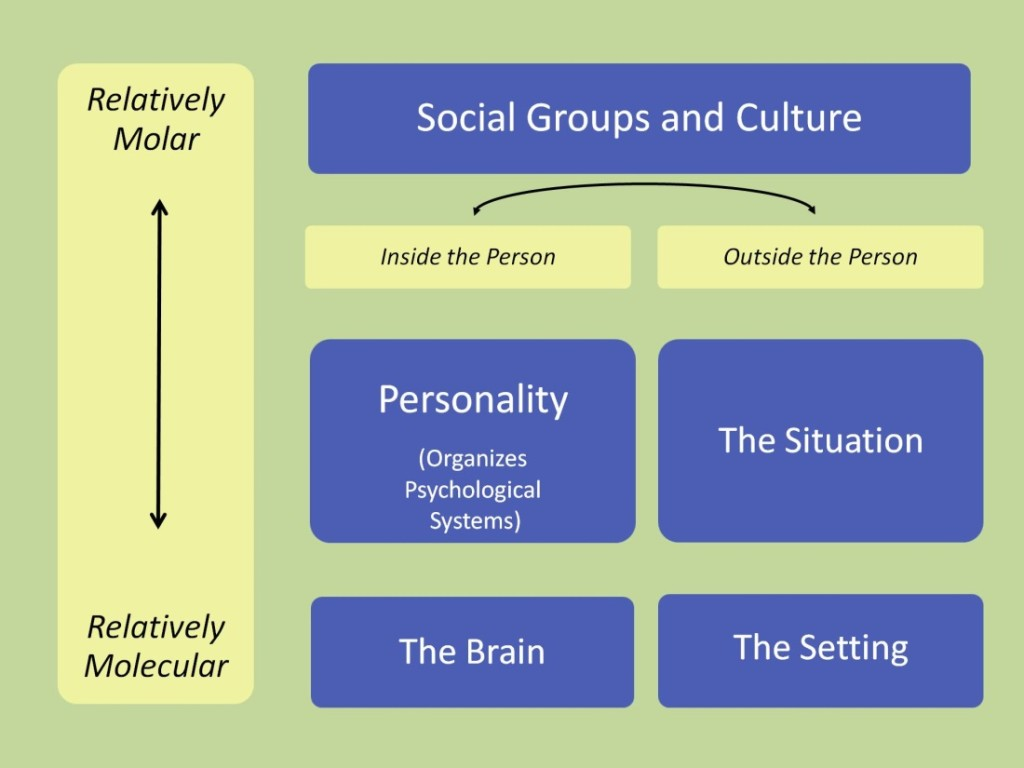
Figura 1. Description of Personality’s Position (from p. 197 of Mayer & Allen, 2013)

D'acord amb el marc dels sistemes definit per ell mateix, un dels tòpics del marc de la personalitat és la seva organització estructural, específicament les seves connexions estables a llarg termini amb altres sistemes i el funcionament intern.
La personalitat es relaciona amb altres sistemes psicològics veïns, seguint un model estructural que definim utilitzant una dimensió de molecular a molar i, paral·lelament, una segona dimensió que va dels constructes més interns als més externs.
En la dimensió personal, és a dir, interna, es torbarien al centre els sistemes psicològics. Per sota se situen el cervell de l'individu i les funcions físiques. Per sobre (però encara en una dimensió psicològica) se situa la personalitat. A nivell trobem els grups socials i la cultura, que contenen la interacció amb altres persones i les situacions
Fora de la persona se situen l'ambient i les situacions, que fan referència a les interaccions amb els altres. La dimensió “desenvolupament” fa referència als canvis en l'individu i en l'ambient al llarg del temps.
Pel que fa a l'estructura interna de la personalitat, Mayer proposa una possible divisió de la ment en quatre regions funcionals, que formen el que ell va anomenar “System set” (Mayer, 2001; Mayer, 2003), terme que podríem traduir com “Sistema conjunt”.
Aquestes quatre regions són: 
1. Desenvolupament de l'energia, que inclou les motivacions i les emocions. Aquesta àrea funcional activa principalment en el sistema límbic i l'amígdala. És crucial en la personalitat individual.
2. Acció-implementació: inclou el coneixement procedimental, l'activitat motora i l'activitat social. Relacionat amb els ganglis basals i l'homuncle sensorial motor del lòbul parietal.
3. Orientació del coneixement: engloba la cognició i intel·ligències. És la responsable de funcions com la memòria. Requereix l'activació d'àrees com el còrtex cerebral i l'hipocamp
4. Gestió d'executiu, que inclou el manteniment de l'atenció i la capacitat d'autoconeixement i autogestió. El lòbul frontal, sobretot el còrtex prefrontal, està involucrat en aquestes funcions.

Aquesta divisió i que proporciona un abordament més ampli de les funcions mentals que altres divisions amb les quals s'ha comparat. Cadascuna de les quatre àrees funcionals representa els processos psicològics que abasten des de la neurociència fins a la personalitat.
Per tant, seguint aquest model estructural, el sistema intern de la personalitat d'una persona és energitzat per processos motivacionals i emocional, guiat per l'aprenentatge i el raonament de l'individu i determinat pels actes físics i socials. A més, la regió de gestió executiva permet a la persona una certa autogestió en l'àmbit de la personalitat.

### Intel·ligència

#### Intel·ligència Emocional
El terme intel·ligència emocional va ser utilitzat per primera vegada per Peter Salovey i John D. Mayer. Van definir-la com la capacitat de controlar i regular els sentiments dels altres i alhora els propis, aquesta informació emocional pot ser utilitzada per guiar la conducta i els pensaments de la persona.
Segons Mayer i Salovey la intel·ligència emocional abasta un ampli nombre d'habilitats i de personalitat: empatia, expressió i comprensió dels sentiments, control del geni, etc.
EL MODEL DE IE DE MAYER I SALOVEY (1997)

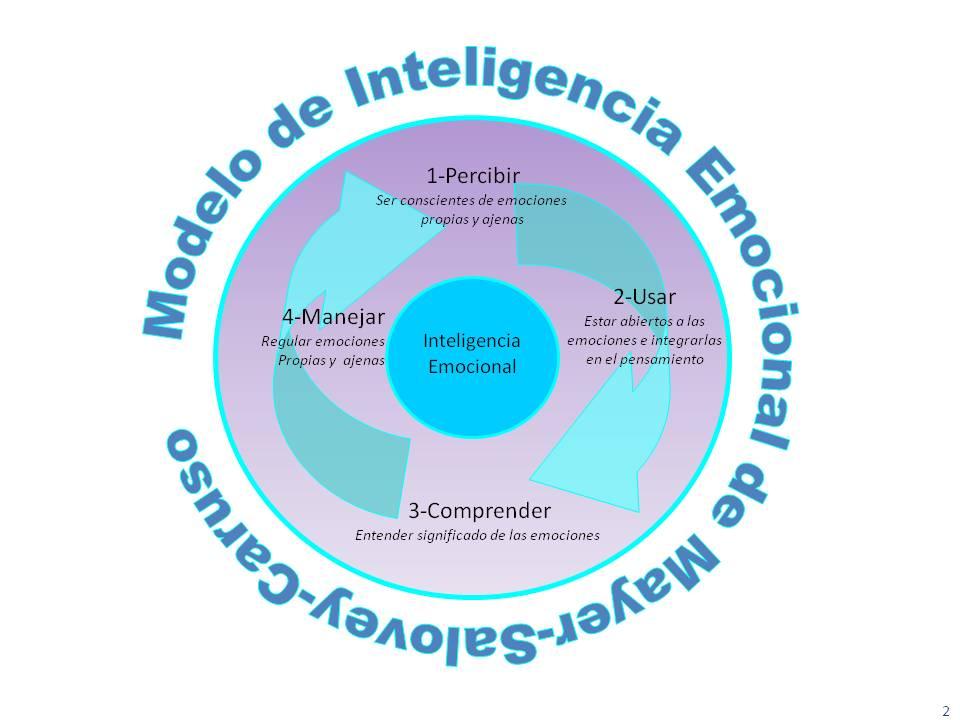
Figura 2. Conceptualització de la Intel·ligència Emocional

El model de la intel·ligència emocional de Mayer i Salovey és el model de l'habilitat, aquest considera que la intel·ligència emocional es caracteritza per quatre habilitats bàsiques:
* Percepció emocional: Es caracteritza per l'habilitat d'identificar i reconèixer els sentiments tan propis com dels altres. Implica tenir la capacitat de poder percebre i descodificar senyals emocionals que es donen en els moviments facials, to de veu o fins i tot en moviments corporals. A partir de la informació percebuda, s'ha de poder valorar i expressar emocions amb exactitud.
* Facilitació o assimilació personal: L'assimilació personal implica l'habilitat de tenir en compte els sentiments quan raonem o hem de prendre determinades decisions. Es centra en les emocions, com aquestes poden afectar el Sistema Cognitiu i com els estats afectius estan implicats en el fet de prendre determinada decisió. Aquesta habilitat a més, ajuda a poder prioritzar els nostres processos cognitius bàsics, provocant que la nostra atenció es focalitzi realment en el que és important. Per tant, les emocions determinen la nostra percepció i al mateix temps afecta el nostre nivell de creativitat.
* Regulació emocional: La regulació emocional és l'habilitat més complexa de la intel·ligència emocional. Inclou la capacitat d'apertura als sentiments, tant positius com negatius i la reflexió sobre aquests per poder decidir i descartar o aprofitar la informació segons la seva utilitat. Aquesta habilitat té la capacitat de poder regular les emocions utilitzant diverses estratègies de regulació emocional.
* Comprensió emocional: Habilitat per desglossar el complex repertori de senyals emocionals, etiquetar emocions i poder arribar a reconèixer en quines categories es poden arribar a agrupar els sentiments. Implica poder arribar a entendre la relació entre les emocions i les diferents situacions on es duen a terme. Permet poder arribar a entendre emocions complexes i sentiments que són simultanis a l'amor/odi. Finalment, la comprensió emocional té l'habilitat de poder reconèixer les transicions d'una emoció a un altre.

#### Test d'intel·ligència Emocional (MSCEIT)

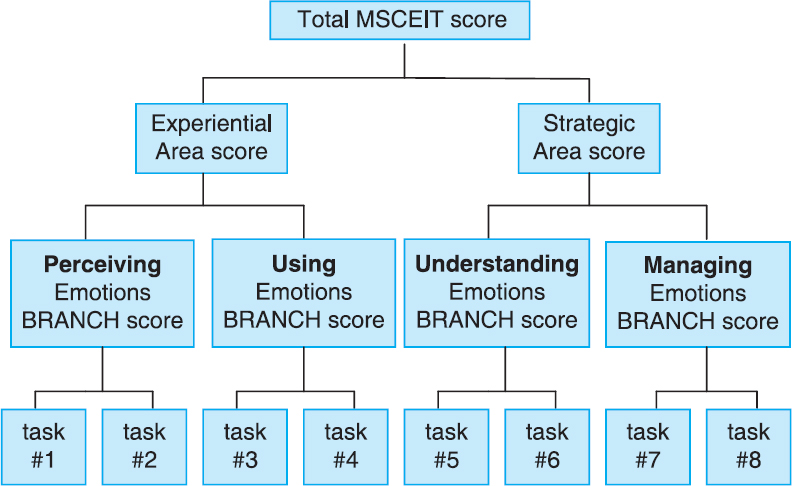
Figura 3. Descripció de les puntuacions del MSCEIT

El test d'intel·ligència emocional de Salovery – Mayer i Caruso (MSCEIT) és un autoinforme compost per 141 ítems dissenyats per mesurar els quatre factors del model anterior; percepció emocional, assimilació personal, regulació emocional i comprensió emocional.
Als participants que realitzen aquest test se’ls hi demana que realitzin un total de 8 tasques emocionals de diversos tipus cadascuna. Aquestes vuit tasques acumulen les diverses habilitats que es volen avaluar.
El MSCEIT, en general proporciona:
1) La puntuació total
2) Dues puntuacions referides a les àrees (experimental i estratègica)
3) Puntuacions obtingudes quan s'avaluen les 4 habilitats
4) Puntuacions obtingudes mitjançant dos criteris. Per una banda, un criteri expert que fa referència al grau d'acord de la resposta del participant amb l'opinió de 21 experts i investigadors d'intel·ligència emocional. Per l'altra banda, un criteri consensuat que expressa el grau d'acord dels participants amb la resposta obtinguda d'una mostra amplia i heterogènia de la població.

#### Intel·ligència Personal
En l'article Personal Intelligence que Mayer publica l'any 2008, l'autor defineix per primer cop el concepte Intel·ligència Personal. La presenta com la capacitat de raonar sobre la personalitat i d'utilitzar la personalitat i la informació personal per millorar la cognició, la planificació i les experiències vitals.
Mayer, juntament amb David R. Caruso i A. T. Panter, proposa un procediment de mesura d'aquesta capacitat: el Test of Personal Intelligence (TOPI). El test consta diversos ítems amb quatre alternatives de resposta per mesurar les habilitats relacionades amb entendre la personalitat pròpia i dels altres i l'ús d'aquesta informació en la presa de decisions.
Els autors d'aquest test consideren la Intel·ligència Personal com un predictor important de la vida d'una persona.

## Ensenyaments
John D. Mayer ha impartit classes de les següents matèries:
- Psicologia anormal
- Seminari Avançat en Psicologia Social: Psicologia de la Personalitat
- Psicologia de la personalitat
- Mesura psicològica

## Publicacions

### Llibres
- Mayer, J. D. (2007). Personality: A systems approach. Boston, MA: Allyn & Bacon.
- Mayer, J. D. (2009). The elements of mental tests: A guide for people seriously interested in how tests work (Second Edition). Durham.
- Mayer, J. D. (2005). Personality psychology: A systems approach (Classroom Test; Third Edition). Boston,
- MA: Pearson Custom Publishers (Developed in cooperation with Allyn & Bacon).
- Mayer, J. D. (2004) Personality psychology: A systems approach (Classroom Test; Second Edition). Boston, MA: Pearson Custom Publishers (Developed in cooperation with Allyn & Bacon).
- Mayer, J. D. (2003). Personality psychology: A systems approach (Classroom Test Edition). Boston, MA: Pearson Custom Publishers. (Developed in cooperation with Allyn & Bacon).

### Articles destacats
- Salovey, P. Mayer, JD. Caruso, D. Sitarenios, G. (2001). Emotional Intelligence as a Standard Intelligence. American Psychological Association. Vol. 1 (3), 232–242 1 DOI: 10.1037//1528-3542.1.3.232
- Salovey, P. Mayer, JD. Caruso, D. (2008). Emotional Intelligence: New Ability or Eclectic Traits? American Psychological Association. Vol. 63 (6), 503–517 DOI: 10.1037/0003-066X.63.6.503
- Mayer, JD.(2007-2008). The big questions of personality psychology: Defining common pursuits of the discipline. Imagination, Cognition and Personality. Vol.27 (1), 3-26 DOI: 10.2190/IC.27.1.b
- Mayer, J. D., & Korogodsky, M. (2011). A really big picture of personality. Social and Personality Compass, 5, 104-117.
- Mayer, J.D., Lin, S. C. & Korogodsky, M. (2011). Exploring the universality of personality judgments: Evidence from the Great Transformation (1000 BCE-200 BCE). Review of General Psychology, 15, 65-76.
- Mayer, J. D., Panter, A. T., & Caruso, D. R. (2012). Does personal intelligence exist? Evidence from a new ability-based measure. Journal of Personality Assessment, 94, 124-140.

## Honors i impacte
- 2013 Award for Excellence in Research, Mensa Education and Research Foundation and Mensa International, Ltd., for 2013 article, Does Personal Intelligence exist? with A. T.Panter and D. R. Caruso
- 2010 Faculty Development Award, University of New Hampshire
- 2008 Excellence in Research Award, University of New Hampshire
- 2005 Elected Fellow of the Society of the American Psychological Society
- 2003 Faculty Scholar Award, University of New Hampshire
- 1996 Stuart Palmer Book Fund Award, University of New Hampshire
- 1991-1992 Central University Research Fund (CURF) Award, University of New Hampshire
- 1990 Biomedical Research Support Grant, University of New Hampshire (2 S07RR07108-17)
- 1989-1991 Personality and personalized schemata. National Institute of Mental HealthSmall Grant (1R03MH44038-01A1)
- 1980 Graduate Alumni Fund Research Grant, Case Western Reserve University
- 1978-1979 Training Fellowship, United States Public Health Service
- 1974 James B. Angell Scholar, University of Michigan
- 1970 National Honor Scholar, National Honor Society